# Viktor Dmitrenko
Viktor Nikolaevič Dmitrenko (in russo Виктор Николаевич Дмитренко?; in kazako Виктор Николаевич Дмитренко?; Primorsko-Achtarsk, 4 aprile 1991) è un calciatore russo naturalizzato kazako, difensore svincolato.

## Palmarès

### Competizioni nazionali
- Coppa del Kazakistan: 1

Astana: 2012
- Campionato kazako: 1

Astana: 2014